# 177
177（百七十七、ひゃくななじゅうなな）は、自然数、また整数において、176の次で178の前の数である。

## 性質
- 177は合成数であり、約数は 1, 3, 59 と 177 である。
  - 約数の和は240。
- 57番目の半素数である。1つ前は169、次は178。
- 正百二十角形の内角は177°である。
  - 正 n 角形において内角が度数法で整数になる20番目の角度である。1つ前は176°、次は178°。(オンライン整数列大辞典の数列 A110546)
- 177 = 27 + 72
  - 8番目のレイランド数である。1つ前は145、次は320。
  - n = 7 のときの 2n + n2 の値とみたとき1つ前は100、次は320。(オンライン整数列大辞典の数列 A001580)
  - n = 2 のときの 7n + n7 の値とみたとき1つ前は8、次は2530。(オンライン整数列大辞典の数列 A001596)
- 各位の和が15になる7番目の数である。1つ前は168、次は186。
- 各位の平方和が99になる最小の数である。次は339。(オンライン整数列大辞典の数列 A003132)
  - 各位の平方和が n になる最小の数である。1つ前の98は77、次の100は68。(オンライン整数列大辞典の数列 A055016)
- 各位の立方和が687になる最小の数である。次は717。(オンライン整数列大辞典の数列 A055012)
  - 各位の立方和が n になる最小の数である。1つ前の686は77、次の688は1177。(オンライン整数列大辞典の数列 A165370)
- 177 = 11 × 24 + 1 より18番目のプロス数である。1つ前は161、次は193。
- 177 = 22 + 22 + 132 = 72 + 82 + 82
  - 3つの平方数の和2通りで表せる41番目の数である。1つ前は170、次は178。(オンライン整数列大辞典の数列 A025322)
- 17が7番目の素数を表した数である。n = 7 のときの素数 p(n) と n 番目を並べた数とみたとき1つ前は136、次は198。(オンライン整数列大辞典の数列 A075110)

## その他 177 に関連すること
- 西暦177年
- 年始から数えて177日目は、6月26日。
- 日本において、市内局番なしの177は、NTTの天気予報の電話番号（2025年3月末でサービス提供が終了した）。
  - それに関連した楽曲で、野口五郎が1982年に発表した「ダイヤル177」。
- 日本の刑法177条は強制性交等罪、かつて強姦罪とも呼ばれていた。1980年代後半、これをタイトルにしたアダルトゲームソフトが作られ、国会で問題になった。→177 (ゲーム)
- 日本の海上自衛隊の護衛艦あたごの艦番号。
- 第177代ローマ教皇はホノリウス3世（在位：1216年7月18日 - 1227年3月18日）である。
- 素数で魔方陣を作ったとき、3 × 3 の魔方陣で列の和が最小なのは177である。

| 17  | 89 | 71  |
| 113 | 59 | 5   |
| 47  | 29 | 101 |
- 177 × 10−2 = 1.77 はガウス積分の値 √π の近似値である。この数は超越数である。(オンライン整数列大辞典の数列 A002161)